# Zwerg-Australorp
Zwerg-Australorps sind eine Haushuhnrasse, die 1960 anerkannt wurde.

## Geschichte
Zwerg-Australorps sind eine Zwerghuhnrasse, die in Deutschland aus dem Australorp, dem Zwerg-Orpington, dem dunkelläufigen Zwerg-Barneveldern und dem Zwerg-Langschan gezüchtet wurde.  Das schwarze Zwerg-Australorp wurde in Deutschland 1969 offiziell anerkannt, das Weiße im Jahr 1973, das Blaugesäumte 1986.

## Beschreibung
Sie werden als agil, ausgeglichen und dem Menschen zugewandte Zwerghühner beschrieben. Äußerliches Charakteristikum ist der massige Rumpf. Der Hahn hat am Schwanz viele Haupt- und Nebensicheln. Das Zwerg-Australorp wird in den Farben Schwarz, Weiß und Blaugesäumt gezüchtet. Die Ringgröße der Hähne beträgt 15, die der Hühner 13.